# Olga Khokhlova
Olga Picasso, geboren Khokhlova, (17 juni 1891, Nizjyn – 11 februari 1955) was een Russische balletdanseres. Ze was de muze en echtgenote van Pablo Picasso met wie ze een kind, Paulo, had.
Ze werd geboren in Nizjyn in het toenmalige Russische Rijk. Haar vader, Stepan Khokhlov, was officier in het Russisch leger, haar moeder, Lydia Zinchenko, was Oekraïense. Op veertienjarige leeftijd begon ze balletlessen te volgen in Sint-Petersburg. Later vervoegde ze, na een succesvolle auditie, het Ballets Russes van Sergej Diaghilev.
In 1917 ontmoette ze Pablo Picasso in Rome. De twee werden een koppel en huwden.